# 戸倉城 (武蔵国)
戸倉城（とくらじょう）は、武蔵国多摩郡西戸倉城山（東京都あきる野市）にあった日本の城。都指定史跡。

## 概要
戸倉城は、小宮氏により築かれた山城。両上杉氏が没落すると後北条氏の支配するところとなったが、この際、北条氏に家督を譲った大石定久が隠居の地として戸倉城を選んだと伝わる。

## 歴史・沿革
- 戦国時代、上杉氏の庶流で、武州一揆の主要構成員であった小宮氏により築城されたと伝わる。
- 天文15年（1546年）、後北条氏から養子を迎え家督を譲った大石定久が、戸倉城に移り隠居したと伝わる。
- その後の戸倉城に関しては詳らかではないが、八王子城の支城として小田原征伐まで維持され、同戦役後廃止されたものと考えられている。
- 平成5年（1993年）、都史跡に指定される[1]。

## 構造
臼杵山から東に延びる尾根先端の独立性の高い峰上に占地し、秋川と盆堀川により刻まれた深い谷が三方を巡る天然の要害である。
山頂には東西二つのピークがあり、それぞれに郭が設けられている。東の郭郡の方がより大きな地積を持ち、また、枡形を備えるなど構えも厳重である事から、こちらが主郭部として用いられていたものと考えられている。

## 考古資料

### 遺構
山上に郭、堀、及び土塁が良く残る。また、主郭部北方に井戸跡が残る。